# Тріумфальна арка

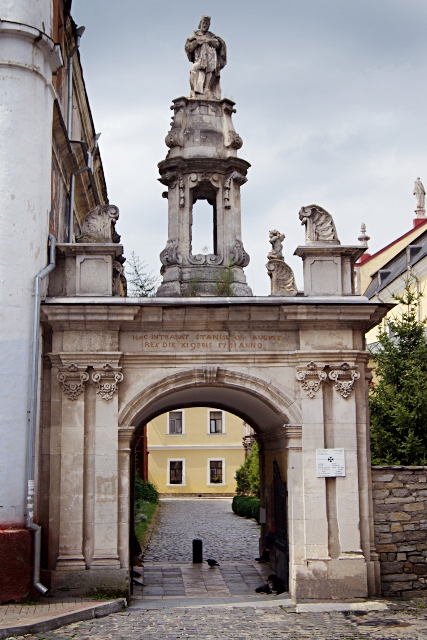
Тріумфальна арка в Кам'янці-Подільському

Тріумфальна арка — монументальне оформлення проїзду або урочиста споруда у формі арки з одним або декількома склепінчастими проходами на честь військових перемог і знаменних подій. Брама з одним або трьома арковими отворами, прикрашена скульптурами і написами.

## Римські арки
Витоки римських тріумфальних арок не з'ясовані, хоча є теорії про попередників римських арок. Так, в Італії етруски використовували сильно декоровані однопрольотні арки як ворота чи портали до своїх міст. Збереглися приклади етруських арок у Перуджі та Вольтеррі. Два ключові елементи тріумфальної арки — закруглена арка та квадратний антаблемент (станина)  — тривалий час використовувались як окремі архітектурні елементи у Стародавній Греції. Інновацію, яку римляни принесли у ці елементи, — це комбінування їх у окремо стоячій споруді. Колони стали чисто декоративними елементами зовнішнього фасаду арки, а антаблемент, звільнений від ролі несучого елементу будівлі, став полотном для світських та релігійних послань, які хотіли передати творці арки.
Мало що відомо, яке значення для римлян мали тріумфальні арки. Пліній Старший, який писав у I ст. н. е., є єдиним відомим автором тих часів, що писав про них, зокрема він зазначив, що їх метою було «піднімати над звичайним світом» образ шанованої персони, яку зазвичай зображували як статую з квадригою.
Перші відомі римські тріумфальні арки були встановлені в часи Римської республіки. Генерали, яким подарували тріумф, називались тріумфатори та зводили почесні арки зі статуями на згадку про їх перемоги
З початком імперського періоду римські тріумфальні практики сильно змінились, коли перший римський імператор Октавіан Август постановив, що тріумф можна дарувати лише імператорам. І тріумфальна арка від значення персонального пам'ятника стала пропагандистським, метою якого було нагадування про правителя та владу держави. Арки не обов'язково будували як входи кудись, але — на відміну від багатьох сучасних тріумфальних арок — вони часто зводились над дорогами і слід було проходити через них, а не обходити довкола.
Більшість тріумфальних арок були збудовані в імперський період. У IV ст. н. е. лише у Римі налічувалось 36 таких арок, з яких до нашого часу збереглося три — арка Тіта (81 р. н. е.), арка Септімія Севера (203—205 рр. н. е.) та арка Костянтина (312 р. н. е.); а по всій імперії були збудовані численні інші. Найпоширенішою була арка з одним проходом, але нерідкі були і потрійні арки, яких найраннішим вцілілим прикладом є тріумфальна арка в Оранжі (бл. 21 р. н. е.), частина Світової спадщини ЮНЕСКО в м. Оранж (Воклюз), Франція. З другого сторіччя нашої ери поширюються лат. arcus quadrifrons — квадратні тріумфальні арки, які зводились над перехрестями, з проходами на всіх чотирьох сторонах, особливо у Північній Африці. Будівництво тріумфальних арок у Римі та Італії зійшло нанівець після правління імператора Траяна (98—117 р. н. е.), але залишилось поширеним у провінціях ще у 2-3 ст. н. е., де їх часто зводили на згадку про візит імператора.
Орнамент арки був покликаний слугувати постійним візуальним нагадування про тріумф і тріумфатора. Фасад прикрашався мармуровими колонами, а постаменти та фронтони прикрашались декоративними карнизами. Різьблені панелі зображували перемоги та досягнення, діла тріумфатора, захоплену зброю ворога або саму тріумфальну процесію. На антревольтах зображували літаючу богиню Вікторію, а фронтон часто містив написи-присвяти, які іменували та прославляли тріумфатора. Постаменти та внутрішні проходи також прикрашались рельєфами та скульптурами. Склепіння орнаментувалось кесонами. Деякі тріумфальні арки віншували статуї лат. currus triumphalis — група статуй, яка зображувала імператора або генерала у квадризі.
Написи на тріумфальних арках самі по собі були витвором мистецтва, з дуже тонко різьбленими, деколи позолоченими літерами. Форма кожної літери та простір між ними були уважно вивірені для максимуму ясності та простоти, без декоративних візерунків, підкреслюючи смак римлян до обмеження та порядку. Ця концепція того, що потім стало мистецтвом типографії, зберігає своє фундаментальне значення і до наших днів.

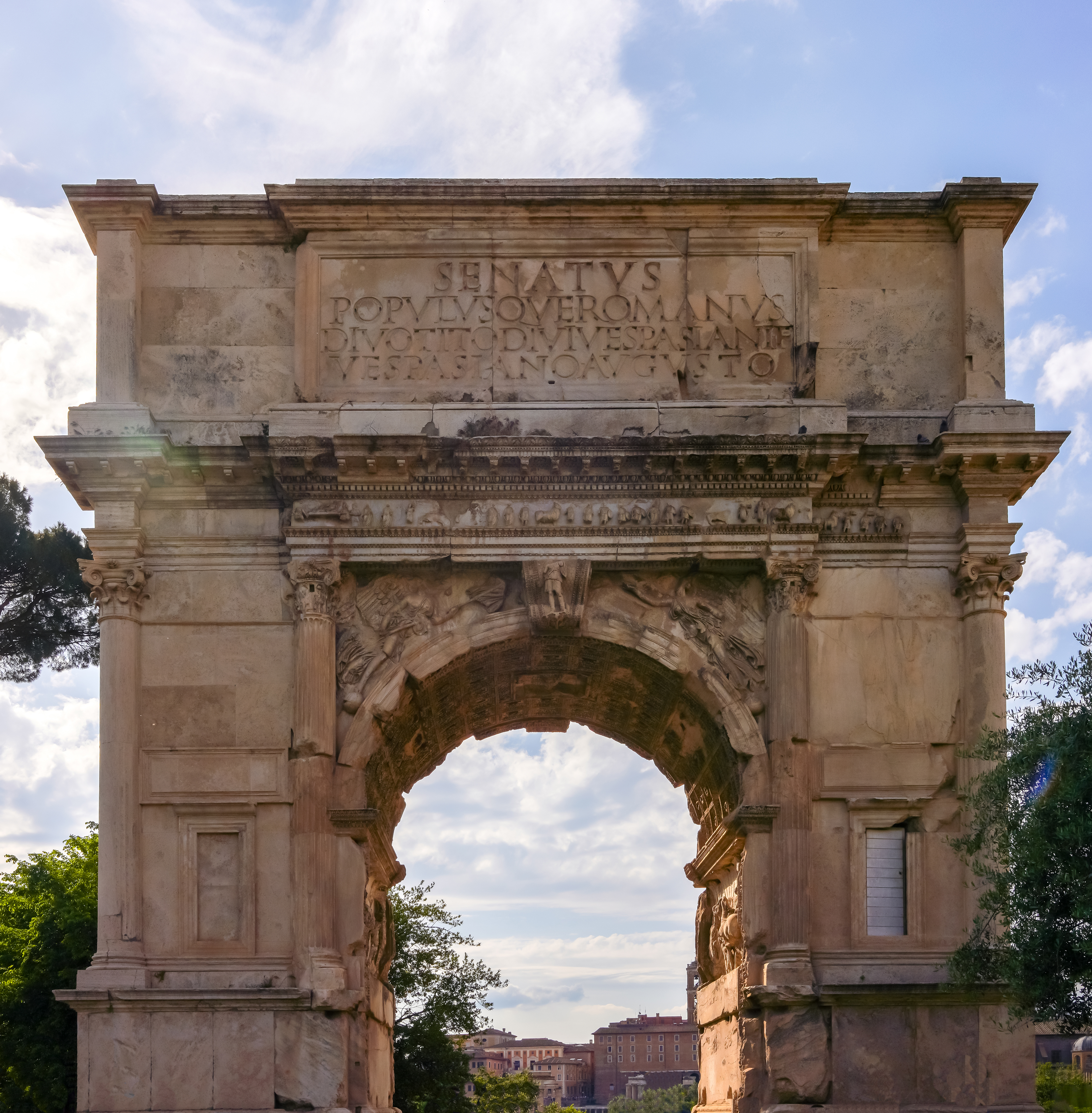
Арка Тіта в Римі, ранньо-імперська римська тріумфальна арка з єдиним проходом
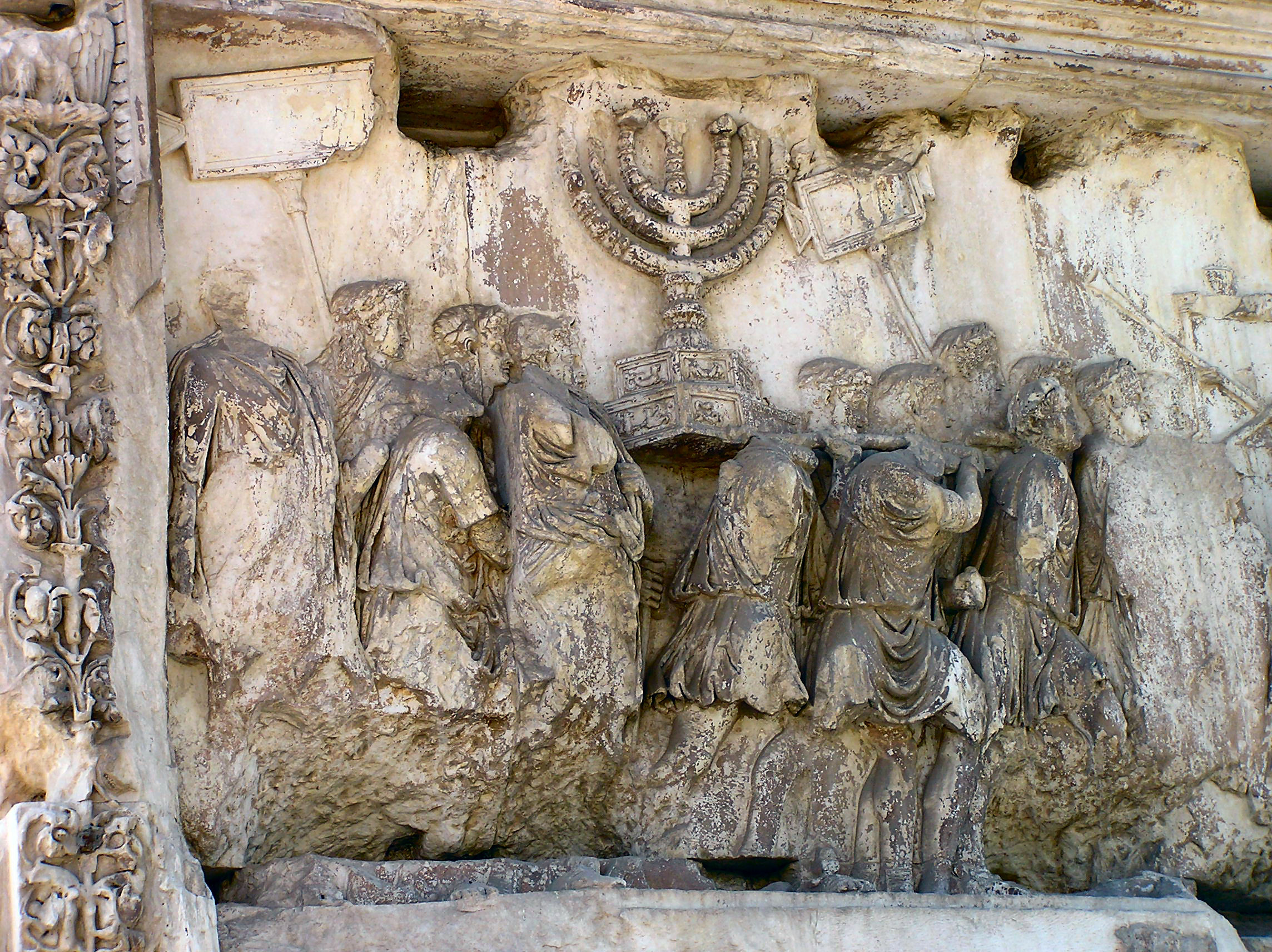
Деталь арки: тріумфальна процесія Тита, яка демонструє скарб, захоплений в Єрусалимі 81 н. е.
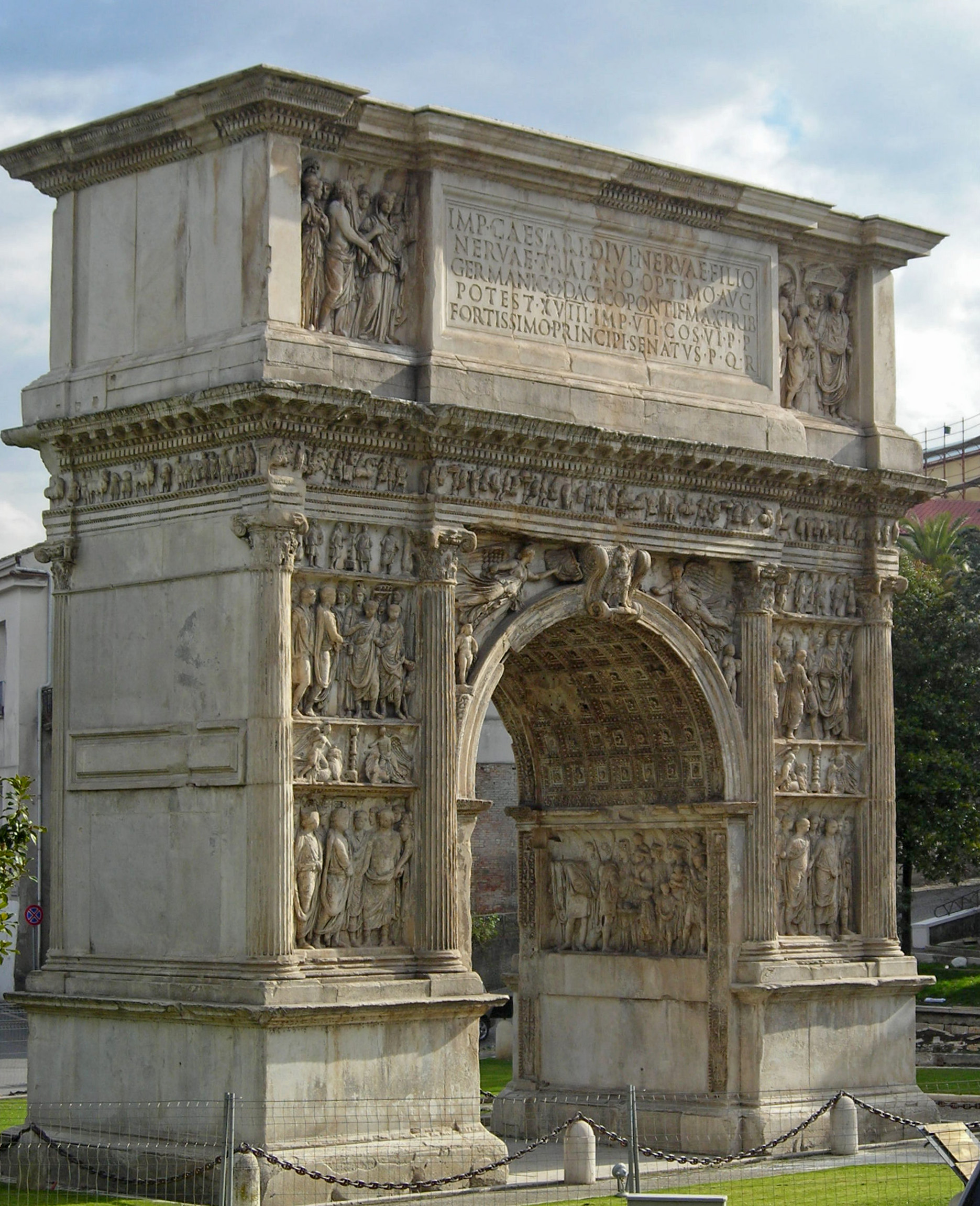
Тріумфальна арка Траяна (Беневенто)
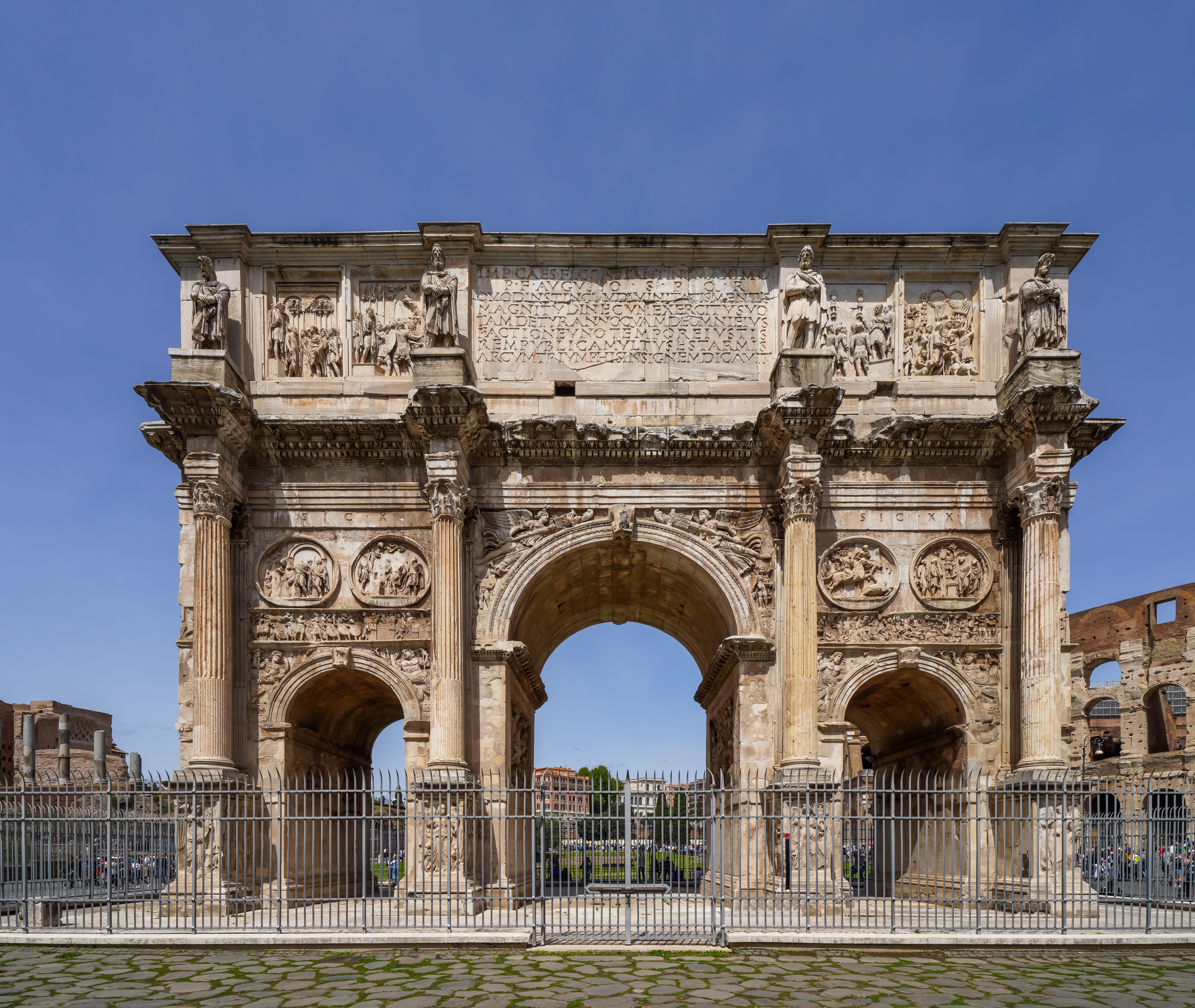
Тріумфальна арка Костянтина
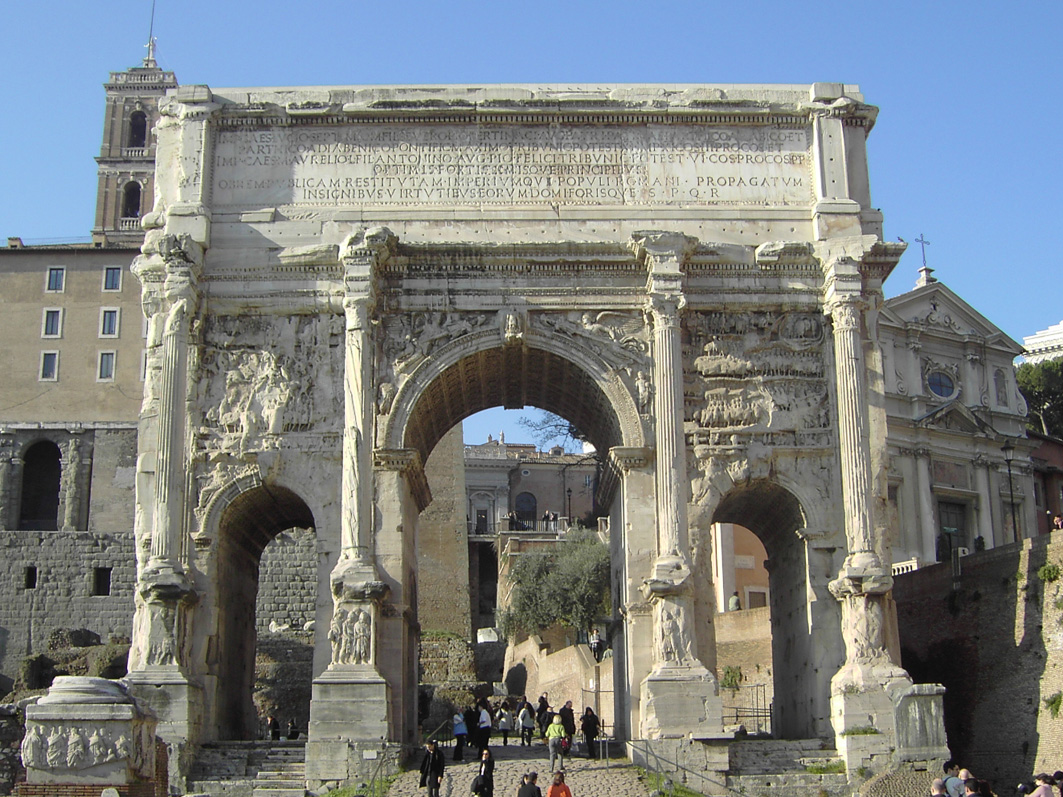
Тріумфальна арка Септімія Севера
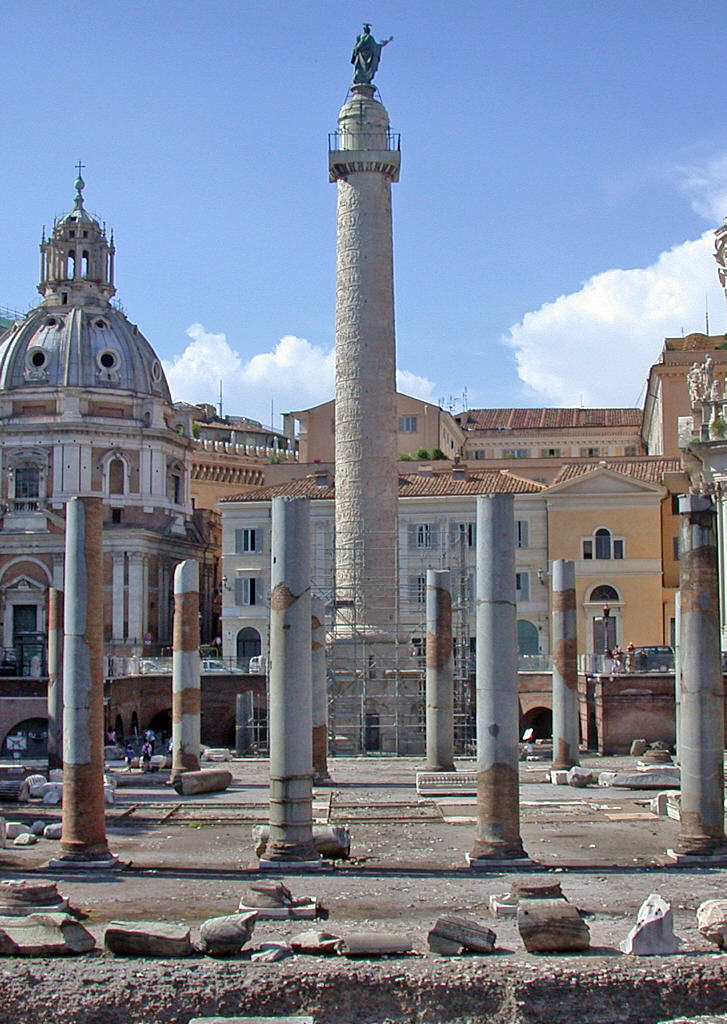
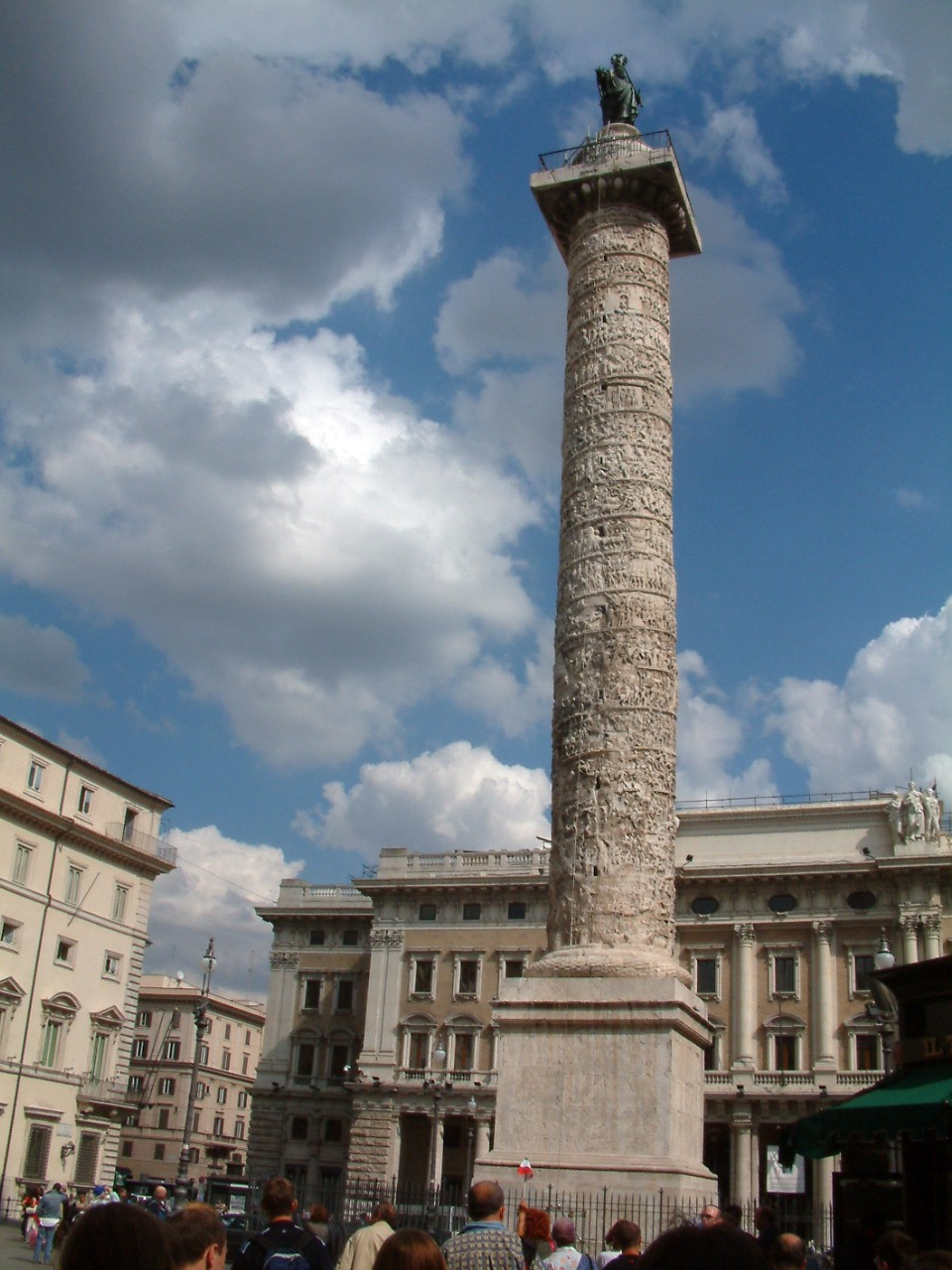
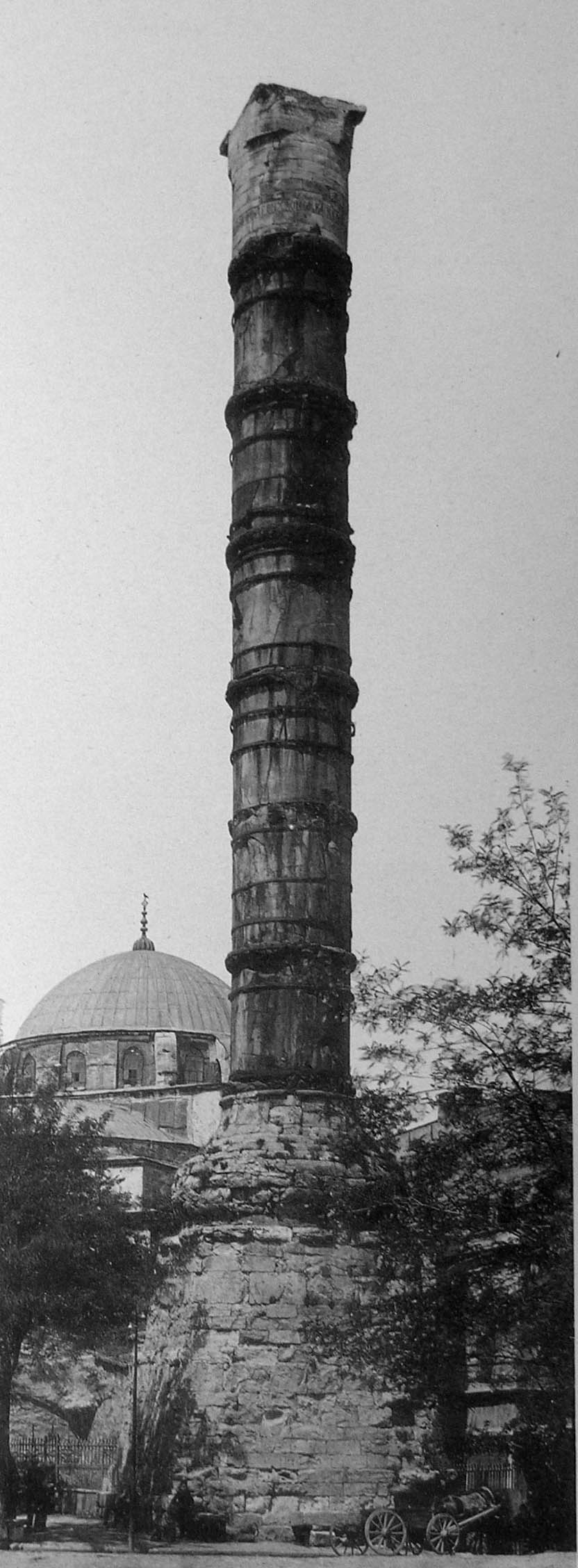
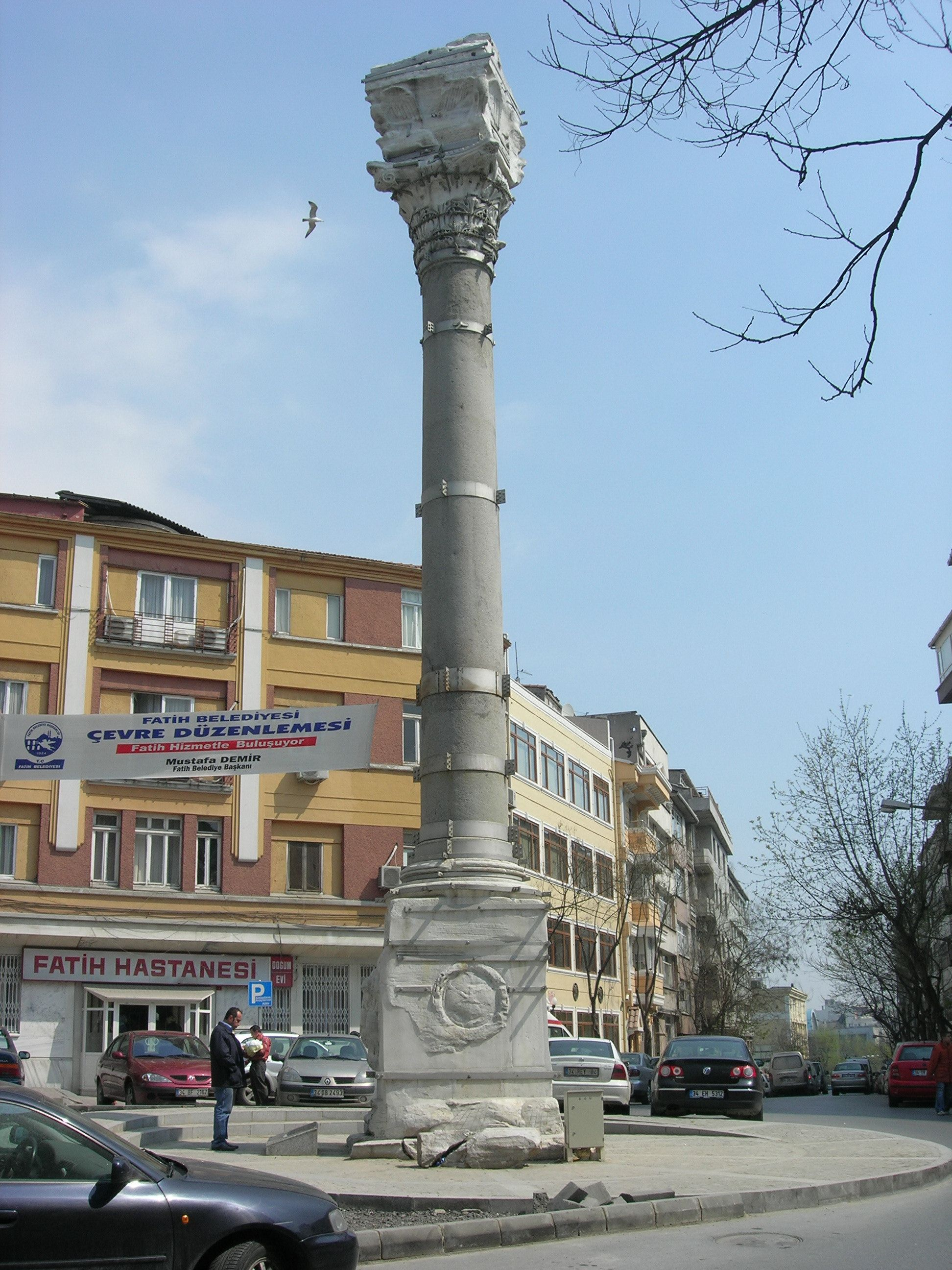
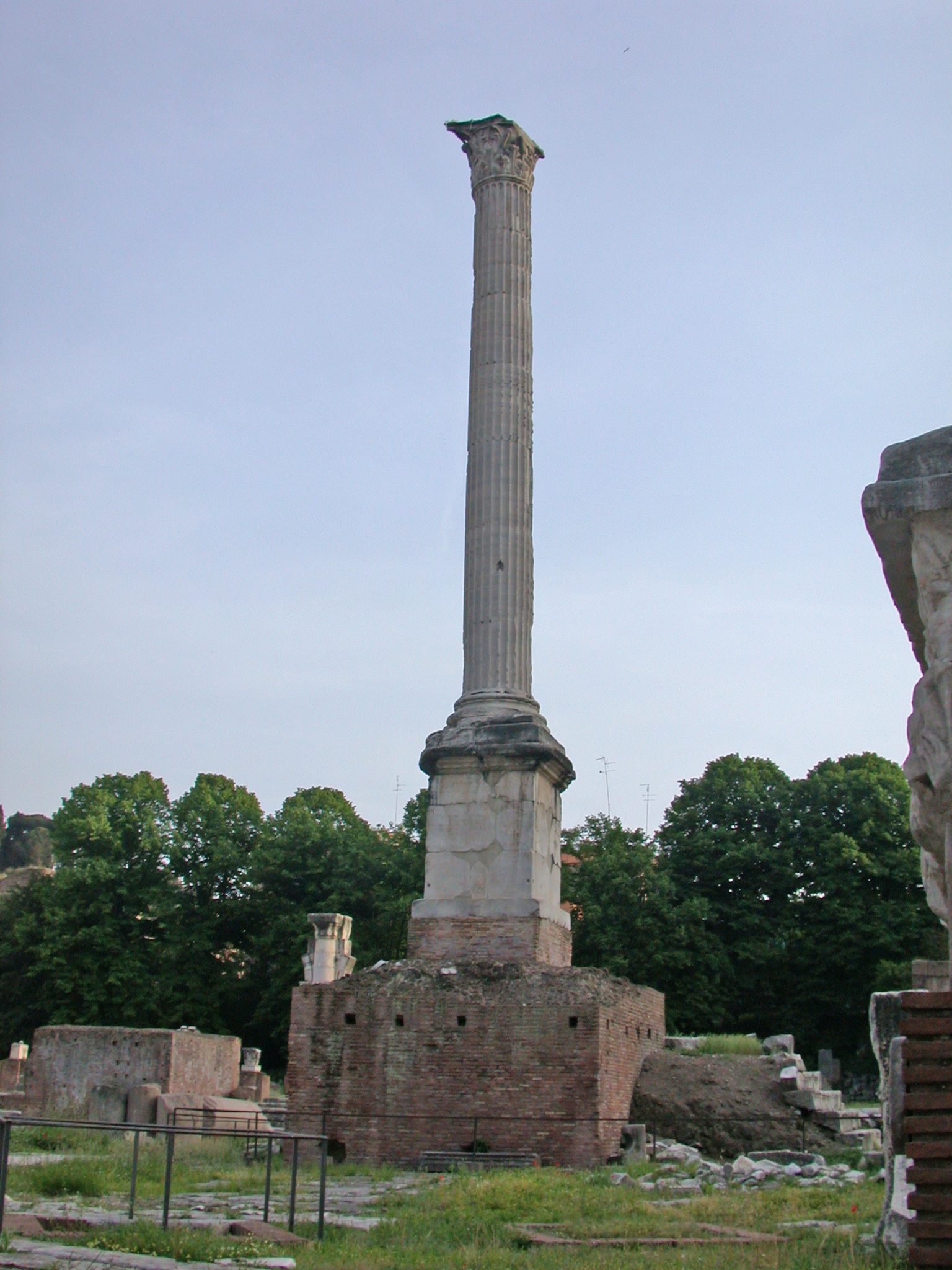

## Після Риму
У Новий час, в багатьох європейських країнах тріумфальні арки зводилися для демонстрації військової доблесті, як пам'ятники прославленим захисникам Батьківщини.
За принципом римських побудовані арки в Парижі на площі Каррузель (1806) і на площі Зірки (Шарля де Голля).

## Архітектоніка

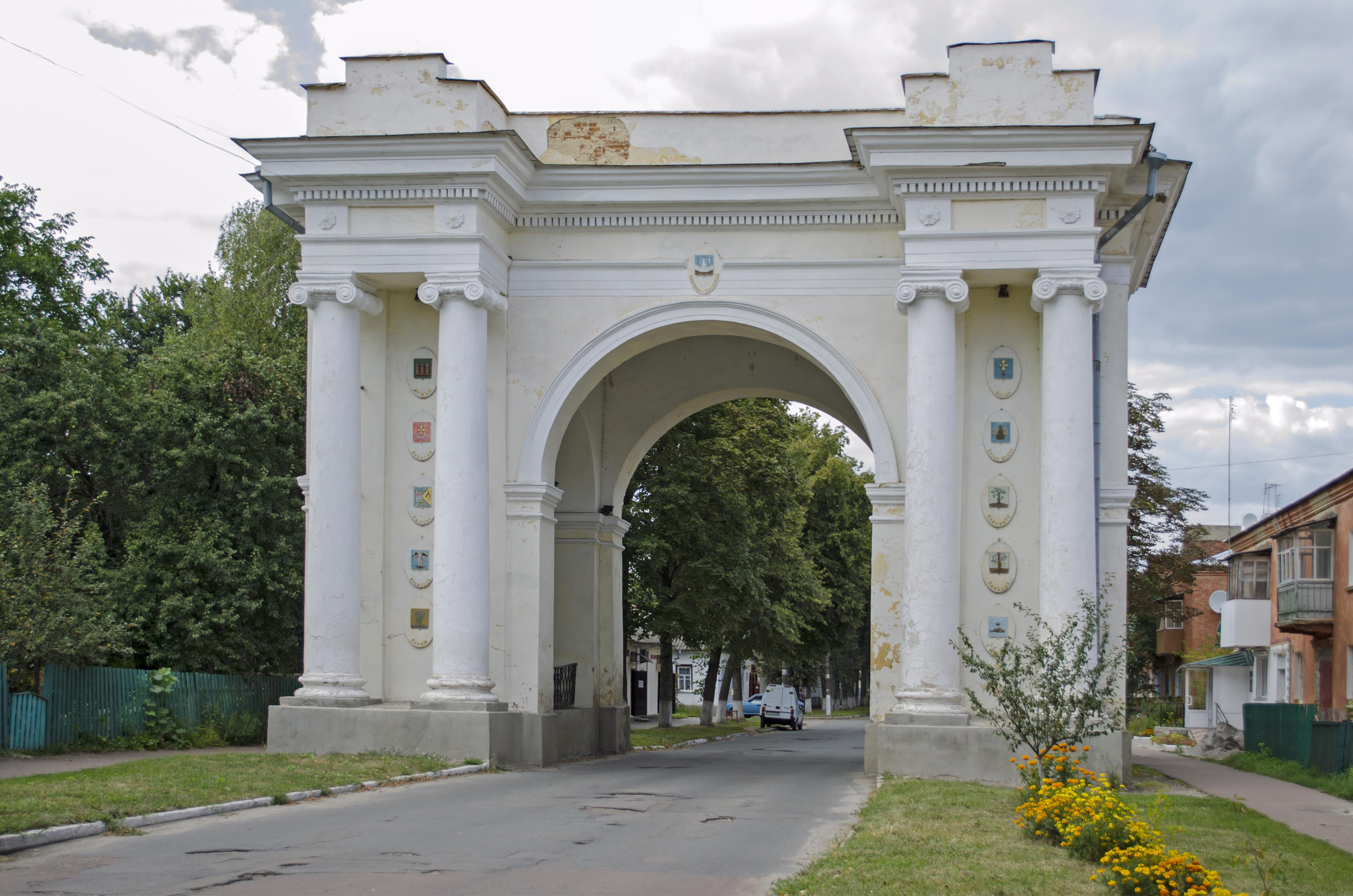
Тріумфальна арка в Новгороді-Сіверському, 1786—1787 роки

Як правило, тріумфальні арки мають три симетричні пройми (рідше один), завершуються антаблементом і аттиком; прикрашаються скульптурою і пам'ятними написами.
Монументальна брама з одним або трьома арковими проймами, перекритими півциркульними склепіннями, пілонами, що збагачувались колонами, пілястрами і нішами зі статуями, звичайно завершувалась повним антаблементом і аттиком зі скульптурною групою.

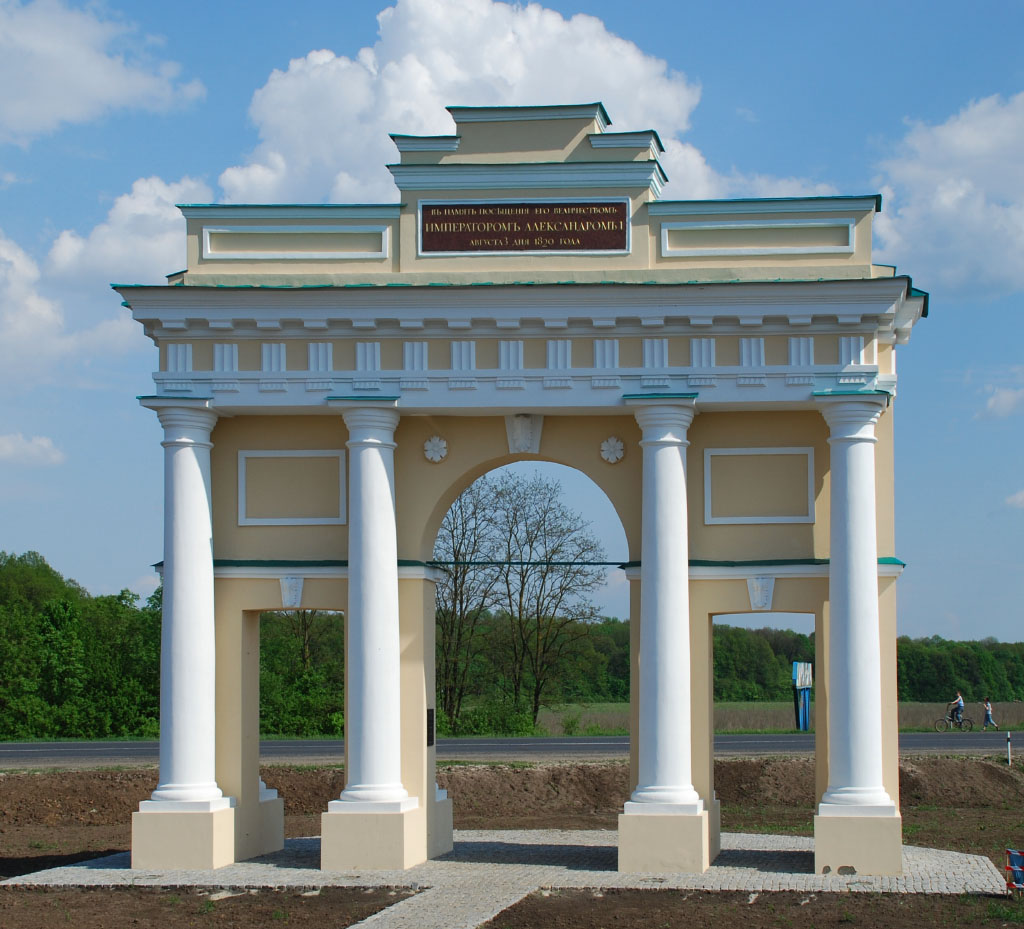
Тріумфальна арка на автодорозі Полтава — Гадяч поблизу смт Диканька Полтавської обл.

## Визначні арки
- Україна: Кам'янець-Подільська Тріумфальна арка
- Західна Європа: Тіта і Костянтина — в Римі, Траяна — в Анконі, Адріана — в Афінах, арки в Оранжі і Реймсі (Франція), Тріумфальна арка (Париж) — в Парижі.
- Африка: Тібесси та Тімгада — в Алжирі,
- Росія: тріумфальна арка в Ленінграді, збудована 1833 року архітектром В. П. Стасовим на відзначення перемоги Росії у війні 1812—1814 («Ярвська тріумфальна брама»).
- Рим: Арка Тіта (81), Арка Септімія Севера (203), Арка Костянтина (315).

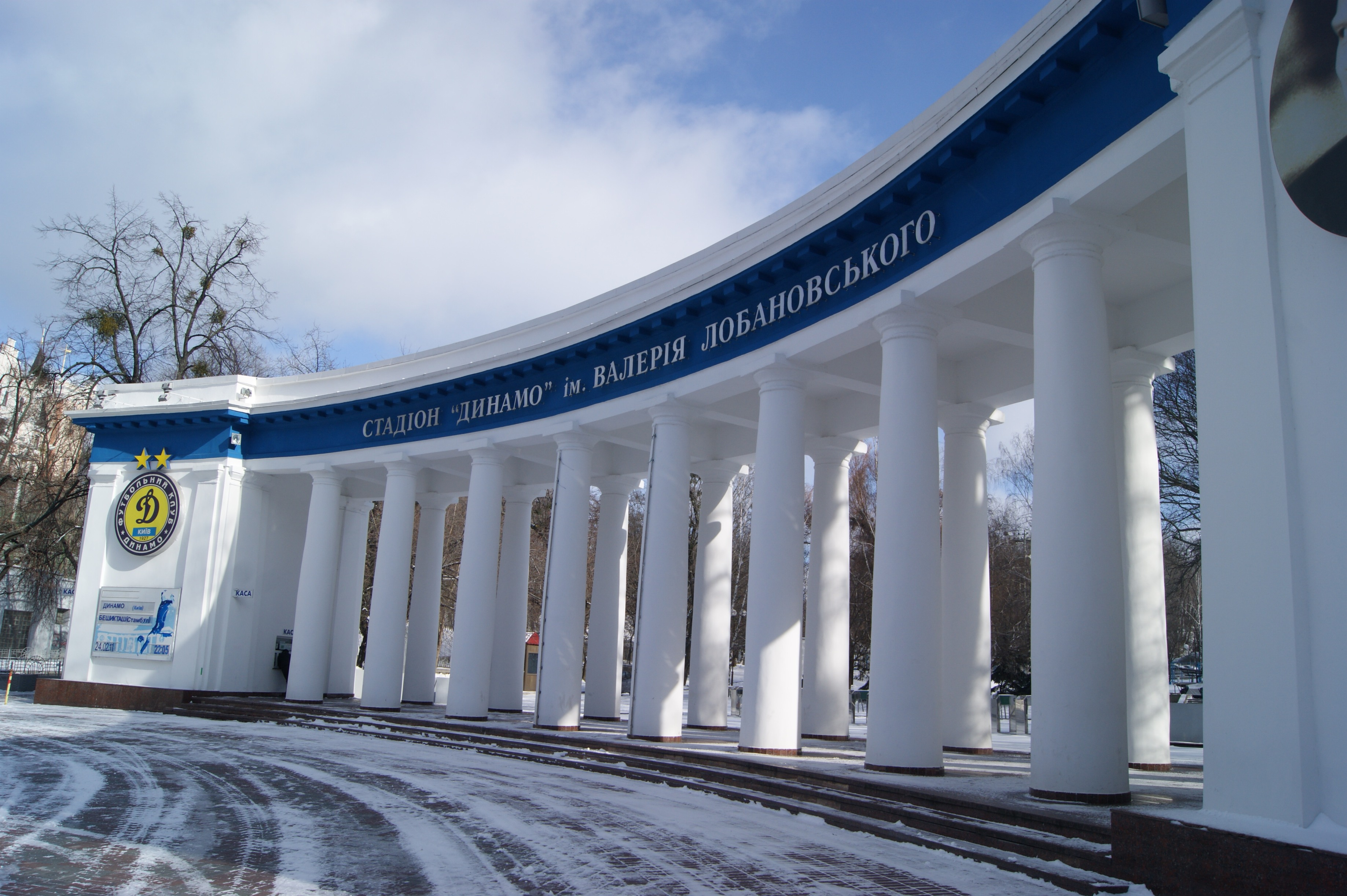
Тріумфальна арка стадіону «Динамо» в Києві

- Беневенто: Арка Траяна

## Відомі тріумфальні арки
- Тріумфальна арка — у Кам'янець-Подільському;
- Тріумфальна арка — у Барселоні;
- Тріумфальна арка — у Бухаресті;
- Тріумфальна арка — колишня у Києві;
- Тріумфальна арка — у Кишеневі;
- Тріумфальна арка — у Москві;
- Тріумфальна арка — у Парижі;
- Тріумфальна арка — у Новгороді-Сіверському;

## Унікальна арка
Арка Свободи українського народу вважається найбільшою у світі металевою аркою зробленою зі сплавів титану

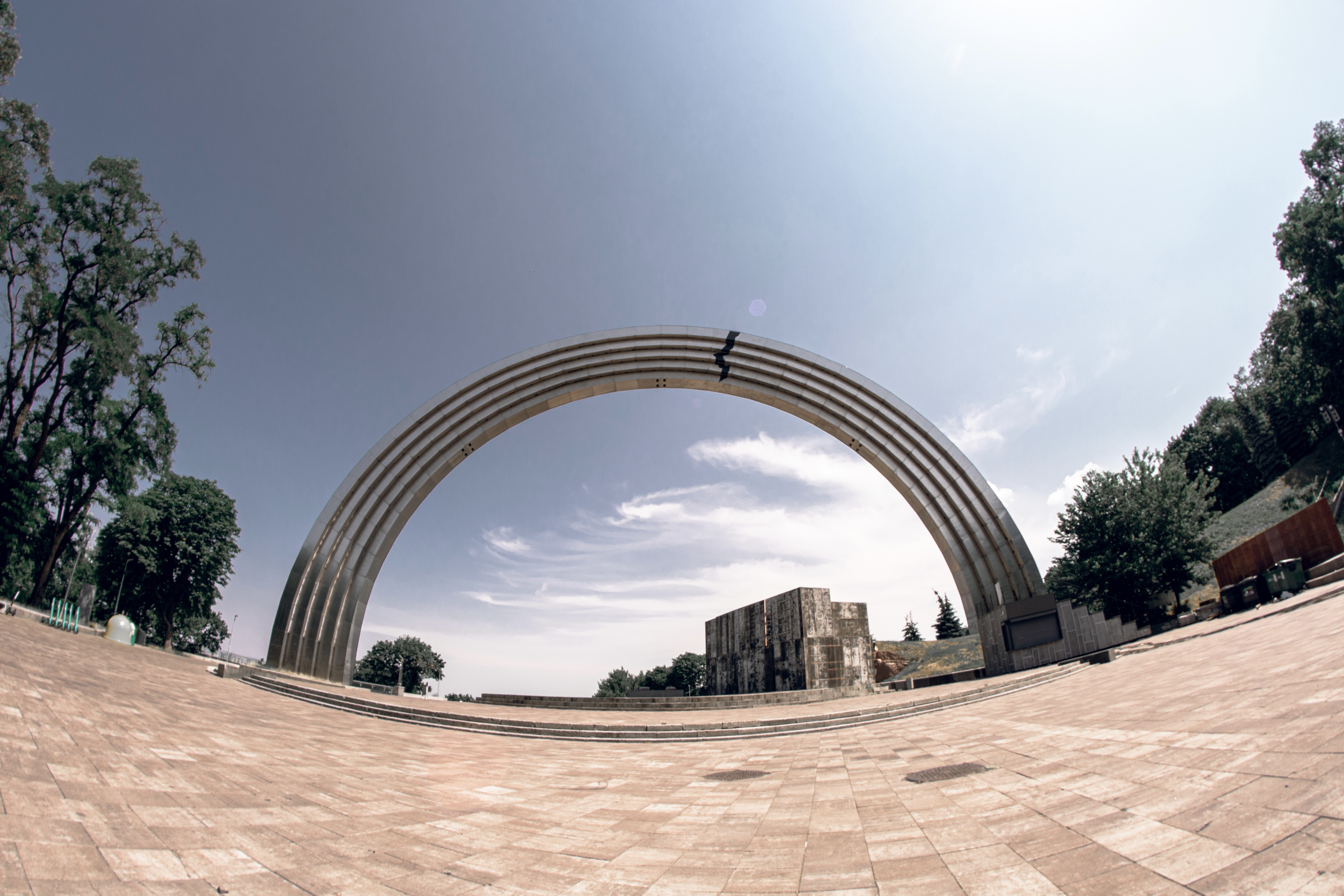
Арка Свободи українського народу в Києві